# Ходзё Удзимаса
Ходзё Удзимаса (1538 — 10 августа 1590) — 4-й глава рода Го-Ходзё и даймё Одавара (1571—1590), старший сын и преемник Ходзё Удзиясу (1515—1571), 3-го даймё Одавара (1541—1571).

## Биография
В октябре 1571 года после смерти своего отца Ходзё Удзимаса унаследовал обширные родовые владения клана Го-Ходзё в регионе Канто с центром в замке Одавара.
Участвовал во многих сражениях, укрепляя позиции своего клана. В 1590 году отказался от титула в пользу своего сына Ходзё Удзинао.
В 1590 году японский правитель Тоётоми Хидэёси предпринял большой карательный поход на владения рода Го-Ходзё в Канто. В мае 1590 года 200-тысячная армия осадила замок Одавара, столицу клана Ходзё. Город оборонял 30-тысячный гарнизон. Осада продолжалась три месяца. 4 августа 1590 года замок Одавара капитулировал по приказу даймё Ходзё Удзимаса, который понимал, что ему никогда не выстоять против такой огромной армии. Также были захвачены замки Хатигата, Симода, Оси и Куноэ.
10 августа 1590 года даймё Ходзё Удзимаса вместе со своим младшим братом Ходзё Удзитэру совершил ритуальное самоубийство (сэппуку).